# Edwin Knox
Edwin Bruce Knox (Arapahoe, 24 luglio 1914 – Longview, 19 gennaio 2004) è stato un pallanuotista statunitense, che ha partecipato ai Giochi Londra 1948.
Nel 1983, è stato inserito nella USA Water Polo Hall of Fame.